# Vision – Aus dem Leben der Hildegard von Bingen
Vision – Aus dem Leben der Hildegard von Bingen ist ein deutscher Historienfilm aus dem Jahre 2009, der das Leben der Hildegard von Bingen darstellt.

## Handlung
Mit acht Jahren wird Hildegard von ihren Eltern, wie damals üblich, in das Kloster Disibodenberg übergeben; dort wird sie von der berühmten Magistra Jutta von Sponheim erzogen sowie in Medizin und Kräuterheilkunde unterwiesen. Als Jutta stirbt, wird sie schließlich zur neuen Magistra des Inklusoriums und unterrichtet fortan die neu eingetretenen Nonnen in Theologie, Medizin und Botanik. Eines Tages gesteht sie dem Mönch Volmar, dass sie religiöse Visionen erfahren habe; dieser berichtet sofort dem Abt, der schließlich den Bischof von Mainz informiert. Eine Kommission soll daraufhin die Richtigkeit der Visionen überprüfen, lehnt das aber ab. Nur der Papst persönlich könne darüber urteilen. Daraufhin wendet sich Hildegard direkt an Bernhard von Clairvaux, den angesehensten Theologen seiner Zeit. Dieser zeigt sich erfreut von ihren Visionen und erwirkt beim Papst die Bestätigung; Hildegard darf fortan ihre Visionen niederschreiben und veröffentlichen.
Als die Tochter der Markgräfin von Stade, Richardis, in das Kloster eintreten will, ist sie zunächst skeptisch, nimmt sie aber dennoch aufgrund ihrer literarischen Begabung auf, im Laufe der Zeit entwickelt sich dann zwischen den beiden eine tiefe Freundschaft. Als Hildegard beschließt, mit ihren Nonnen das Kloster zu verlassen und ein eigenes Frauenkloster zu gründen, stößt sie auf heftigen Widerstand des Abtes. Erst als Richardis’ Mutter, die Markgräfin von Stade, persönlich beim Erzbischof von Mainz interveniert, wird ihr schließlich die Genehmigung erteilt. Sie gründet daraufhin auf dem Rupertsberg ein neues Kloster, dessen Äbtissin sie wird. Volmar, mit dem sie ebenfalls eine enge Freundschaft pflegt, erhält die Erlaubnis, dessen Propst zu werden. Als Richardis von ihrem Bruder Hartwig, dem Erzbischof von Bremen, dazu bestimmt wird, die Äbtissin eines anderen Klosters zu werden, ist Hildegard tief getroffen. Nach anfänglichem Widerstand fügt sie sich schließlich der Anordnung, und Richardis verlässt das Kloster. Wenige Monate später erfährt sie, dass Richardis gestorben sei, daraufhin erkrankt sie schwer und fällt ins Koma. Nach langer Genesungszeit erwacht sie wieder und beschließt, mit Volmar auf Predigtreisen zu gehen.

## Auszeichnungen
Barbara Sukowa erhielt für ihre Leistung in diesem Film den Bayerischen Filmpreis 2009 als beste Darstellerin. Nebendarstellerin Hannah Herzsprung und die Kostüme von Ursula Welter wurden für den Deutschen Filmpreis nominiert. Der Film erhielt von der Deutschen Filmbewertungsstelle FBW in Wiesbaden das Prädikat wertvoll.

## Kritiken
„Barbara Sukowa geht in ihrer Rolle auf, versteht es trotz Nonnentracht zu strahlen, das Charisma von Bingens sichtbar zu machen. Während die Filmemacherin unauffällig und ruhig inszeniert.“

„VISION ist ein gelungenes Frauenporträt, das eine Sprache und einen Schauspielgestus findet, mit dem die fromme Hildegard, die vor tausend Jahren lebte, als vital und ‚körperfreundlich‘, als gelehrte Klosterchefin, starke Verhandlungsführerin und Taktikerin dargestellt wird. So erzählt VISION kaum die barbarischen Klischees unseres Mittelalterbildes nach, sondern stellt ein exemplarisches Gegenmodell, eine Inkarnation der emotionalen Intelligenz vor, wie sie der zeitgenössischen Psychologie vorschwebt.“

„Barbara Sukowa...liefert in der Titelrolle eine Glanzleistung.“

„Ein weiteres Mal nach ‚Rosa Luxemburg‘ verkörpert Barbara Sukowa unter der Regie von Margarethe von Trotta meisterlich eine herausragende Frauengestalt der Geschichte. Das Porträt überzeugt vor allem in seinen stillen, klaren Momenten, in denen das Werk Hildegards besonders anschaulich zum Ausdruck kommen. Hier gelingen der Regie beeindruckende Bilder, die in ihrer strengen Komposition perfekt zum Thema passen.“

## DVD-Ausgabe
Die 2010 erschienene DVD-Ausgabe des Filmes enthält ein Booklet mit einer kleinen Kräuterheilkunde nach Hildegard von Bingen, das in Zusammenarbeit mit dem Medizinhistoriker Johannes Gottfried Mayer von der Universität Würzburg entstand. Behandelt werden in kurzer Form die Heilpflanzen Alant, Andorn, Beinwell, Dinkel, Fenchel, Ingwer, Melisse, Ringelblume, Salbei und Süßholz.